# خاموشی ۱۹۹۹ جنوب برزیل

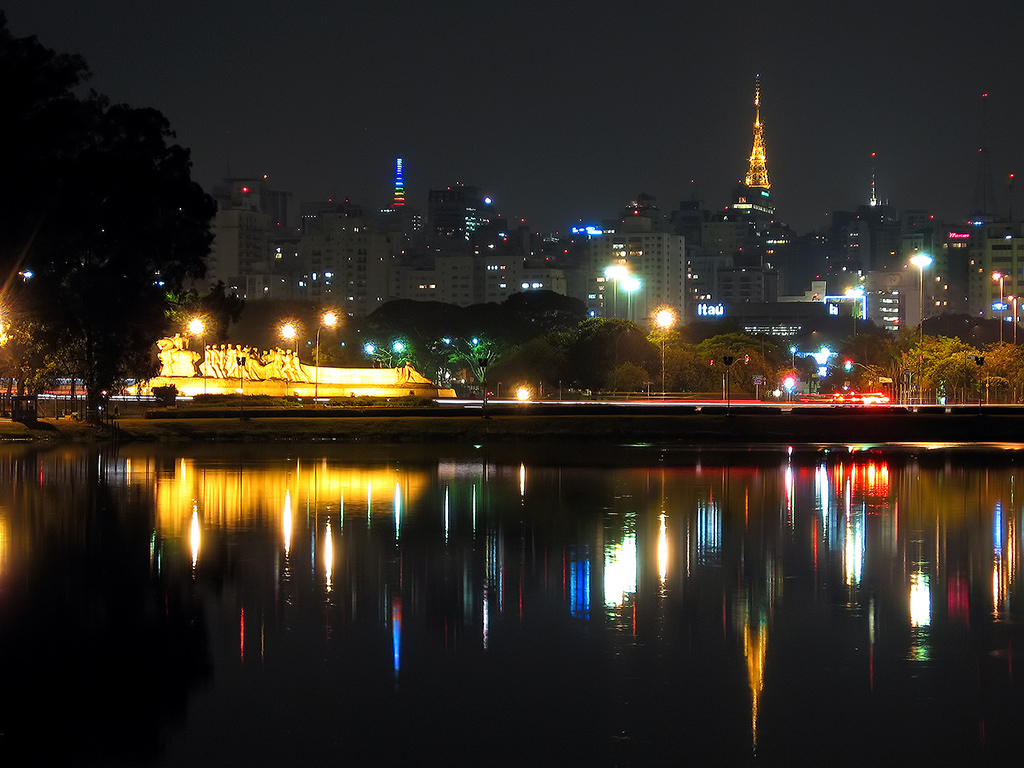
تصویری از شهر سائوپائولو برزیل، یکی‌ از شهرهایی که در سال ۱۹۹۹ دچار خاموشی شد

خاموشی ۱۹۹۹ جنوب برزیل (انگلیسی: 1999 Southern Brazil blackout) قطع برق گسترده‌ای (گسترده‌ترین قطعی در آن زمان) بود که در ۱۱ مارس تا ۲۲ ژوئن ۱۹۹۹ در جنوب برزیل اتفاق افتاد.